# Фужине (Гореня вас-Поляне)
Фужине (словен. Fužine) — поселення в общині Гореня вас-Поляне, Горенський регіон, Словенія. Висота над рівнем моря: 449,7 м.